# 天竜郵便局
天竜郵便局（てんりゅうゆうびんきょく）は静岡県浜松市天竜区にある郵便局。民営化前の分類では集配普通郵便局であった。

## 概要
住所：〒431-3399 静岡県浜松市天竜区二俣町二俣1593-3
基本的に北遠地区を管轄するが、隣接する奥三河でも愛知県北設楽郡豊根村富山は当郵便局管轄区域となっている。

## 沿革
- 1872年（明治5年）旧6月 - 二俣郵便取扱所として開設[1]。
- 1875年（明治8年）1月1日 - 二俣郵便局（五等）となる。
- 1880年（明治13年） - 為替取扱を開始。
- 1881年（明治14年）6月 - 貯金取扱を開始。
- 1891年（明治24年）3月16日 - 二俣郵便電信局となる。
- 1903年（明治36年）4月1日 - 通信官署官制の施行に伴い二俣郵便局となる。
- 1950年（昭和25年）7月11日 - 特定郵便局から普通郵便局に局種別改定[2]するとともに、電気通信業務を、新設の二俣電報電話局に移管[3]。
- 1956年（昭和31年）9月21日 - 電話通話および和文電報受付事務の取扱を開始[4]。
- 1959年（昭和34年）2月1日 - 天竜郵便局に改称。
- 1999年（平成11年） - 外国通貨の両替および旅行小切手の売買に関する業務取扱を開始。
- 2006年（平成18年）10月1日 - 下阿多古（しもあたご）郵便局、上阿多古郵便局、横山郵便局からそれぞれ「431-34xx」「431-35xx」「431-37xx」区域の集配業務を移管[5]。
- 2007年（平成19年）10月1日 - 民営化に伴い、併設された郵便事業天竜支店に一部業務を移管。
- 2012年（平成24年）10月1日 - 日本郵便株式会社の発足に伴い、郵便事業天竜支店を天竜郵便局に統合。
- 2015年（平成27年）2月2日 - 熊郵便局から「431-36xx」区域の集配業務を移管。

## 取扱内容
- 郵便、印紙、ゆうパック、内容証明
- 貯金、為替、振替、振込、国際送金、国債、投資信託
- 生命保険、バイク自賠責保険、自動車保険
- ゆうちょ銀行ATM
- 「431-33xx」「431-34xx」「431-35xx」「431-36xx」「431-37xx」区域（浜松市天竜区（旧天竜市域））の集配業務
- ゆうゆう窓口

## 周辺
- 天竜警察署
- 浜松市立秋野不矩美術館
- 浜松市立二俣小学校
- 国道152号
- 天竜川・二俣川

## アクセス
- 天竜浜名湖鉄道天竜浜名湖線 二俣本町駅から北東へ約300m（徒歩約5分）
- 遠鉄バス秋葉線・鹿島線、浜松市自主運行バス北遠本線「城下通」停留所下車
- 東名高速道路 浜松ICから北へ約15km
- 駐車場あり：12台